# Petroio
Petroio è una frazione del comune di Trequanda, nella provincia di Siena ed è posto nel territorio circondato dalla Val di Chiana e la Val d'Orcia.

## Monumenti e luoghi d'interesse
- Chiesa dei Santi Pietro e Paolo
- Chiesa di San Giorgio
- Palazzo Pretorio
- Cappella della Madonna del Parto

## Economia
L'attività economica principale, e allo stesso tempo importante tradizione artigianale, è la produzione di manufatti in terracotta rinomati in tutta la nazione.

## Galleria d'immagini

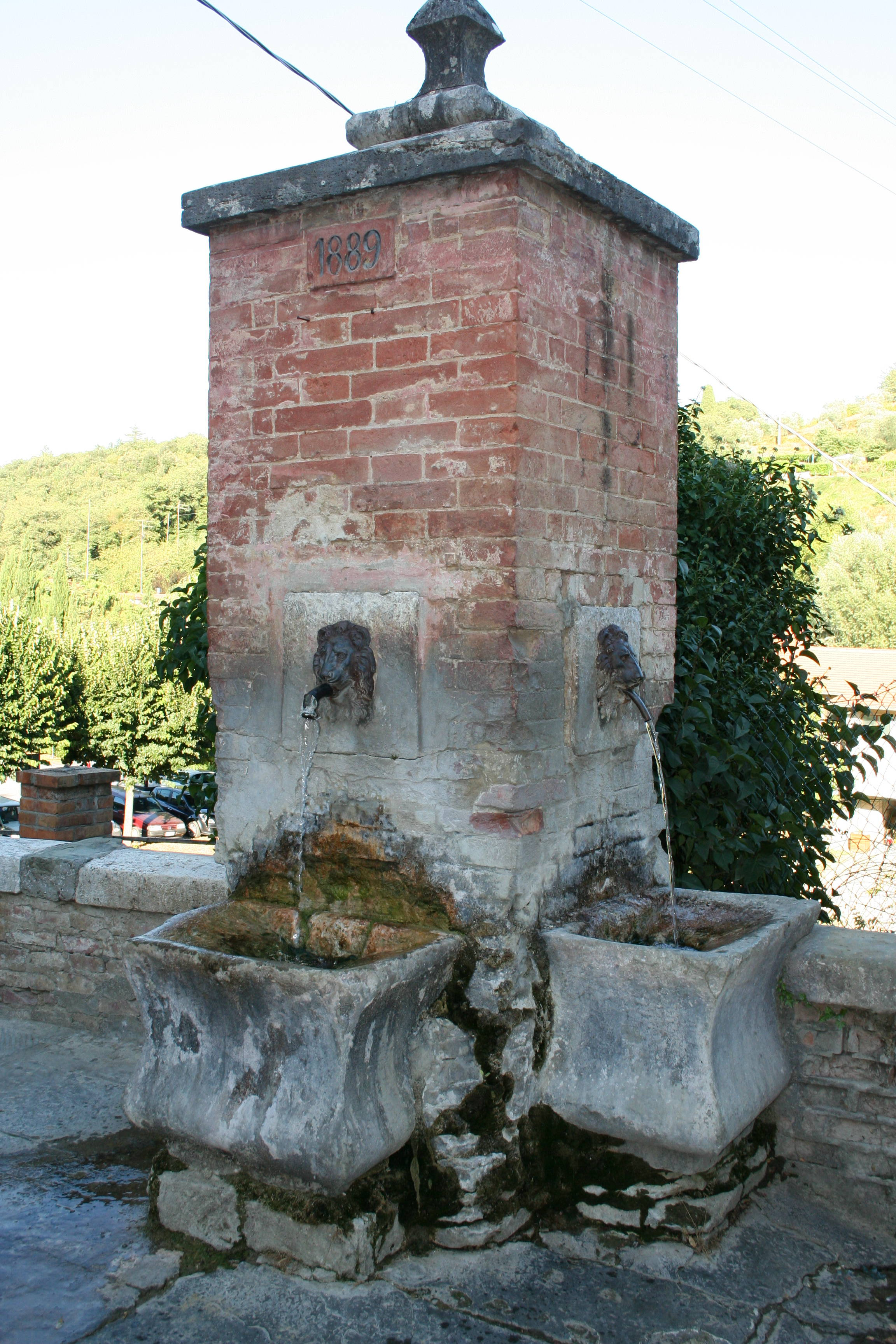
L'acqua del morto
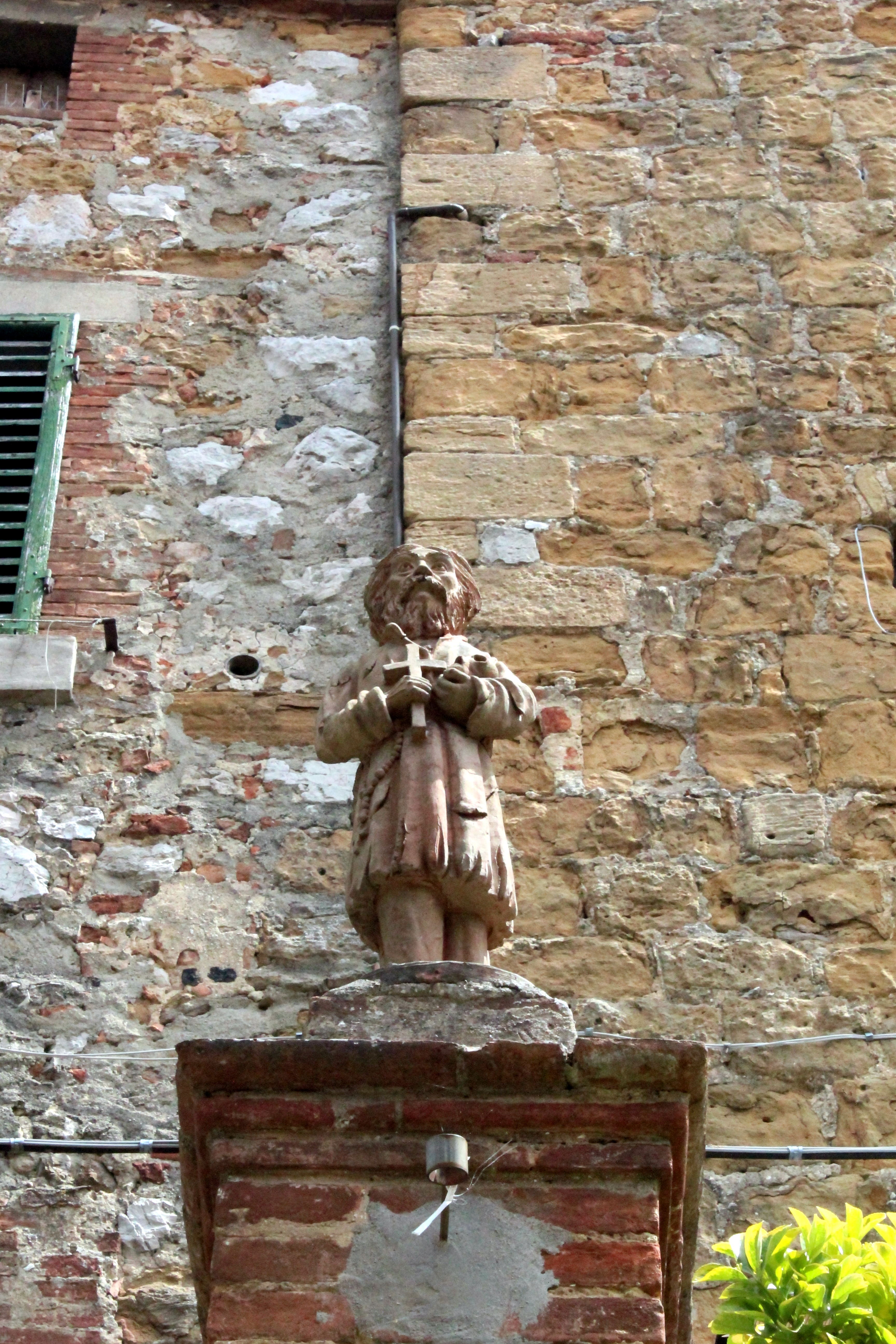
Statua di Brandano
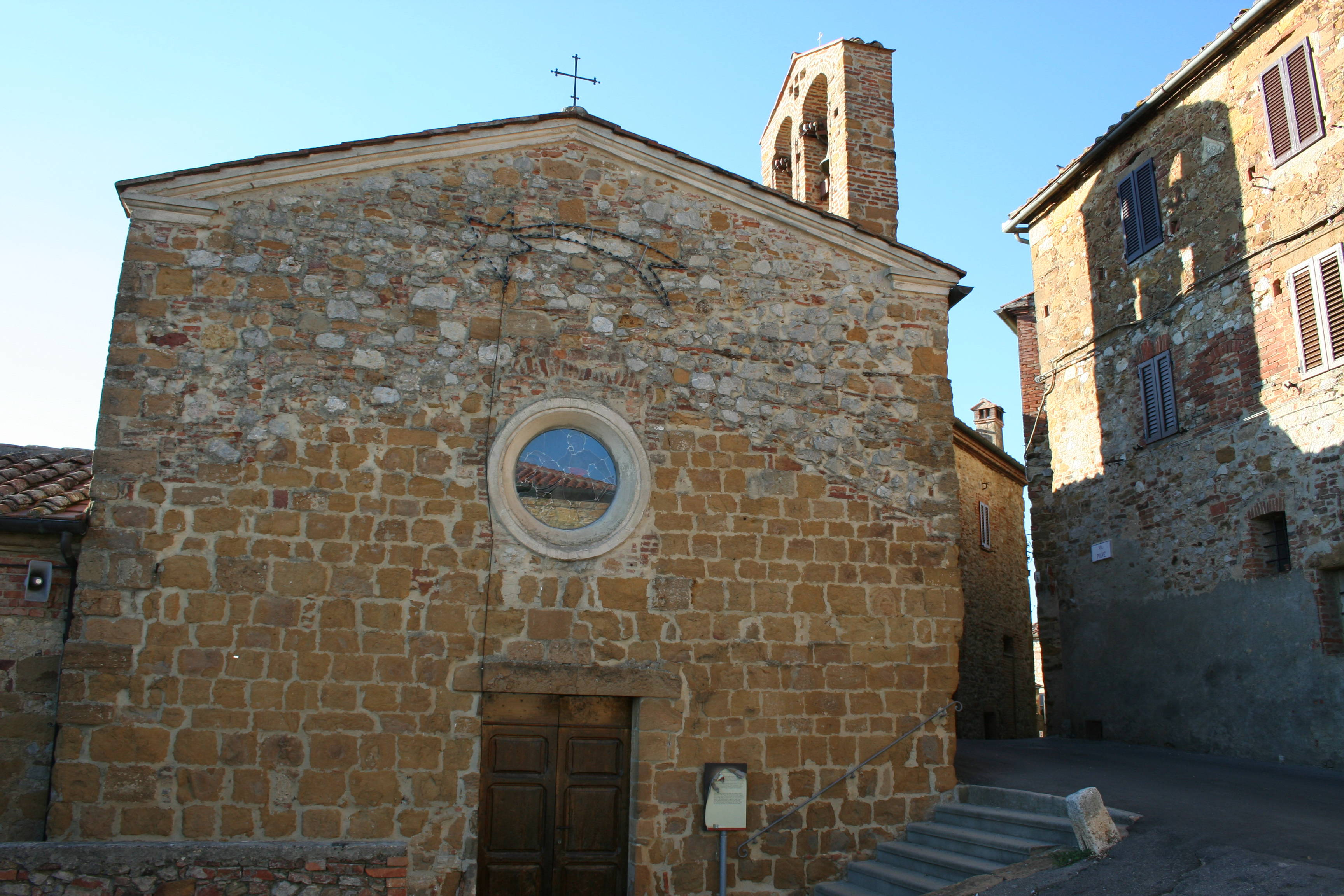
Chiesa di San Giorgio
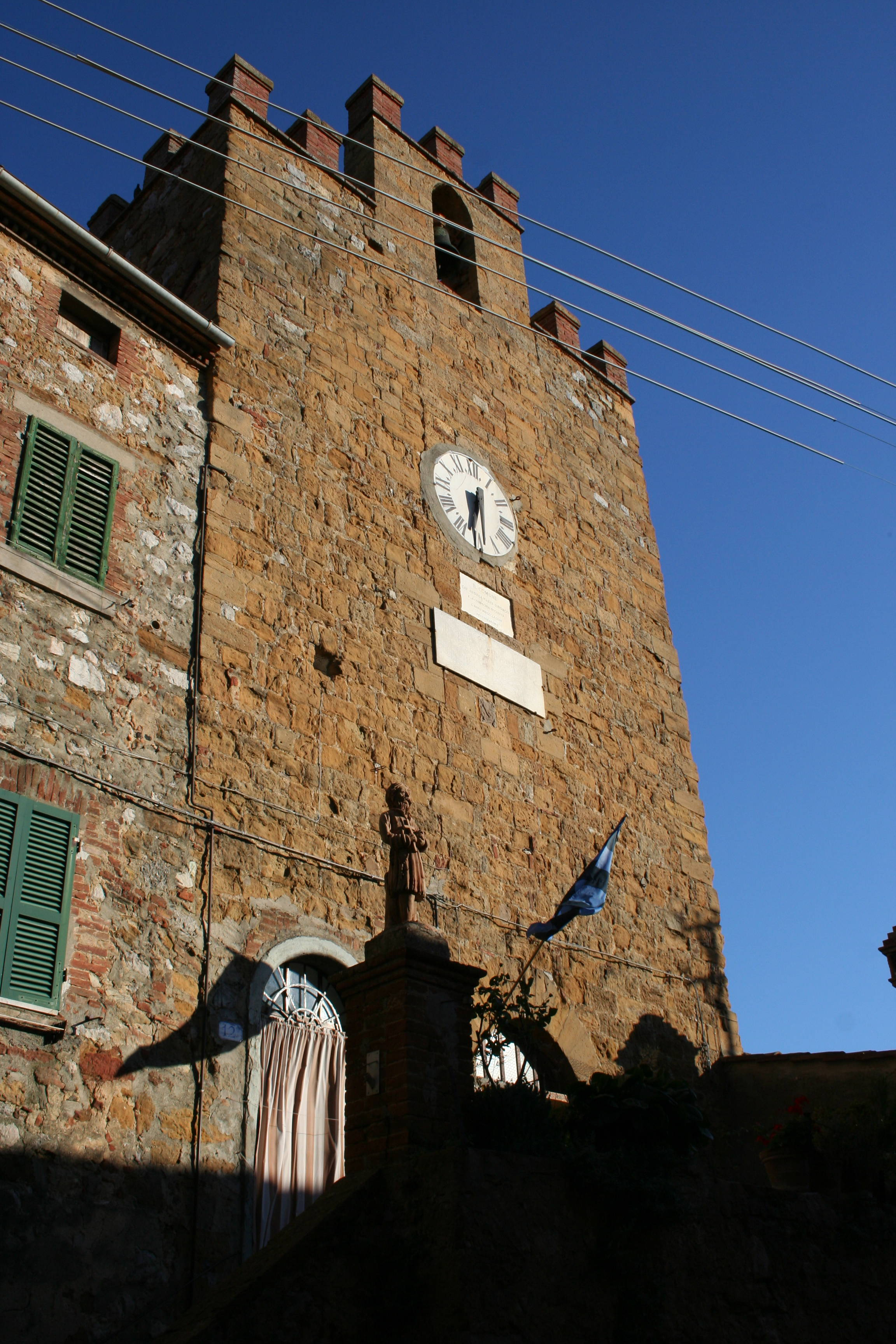
Torre del Cassero
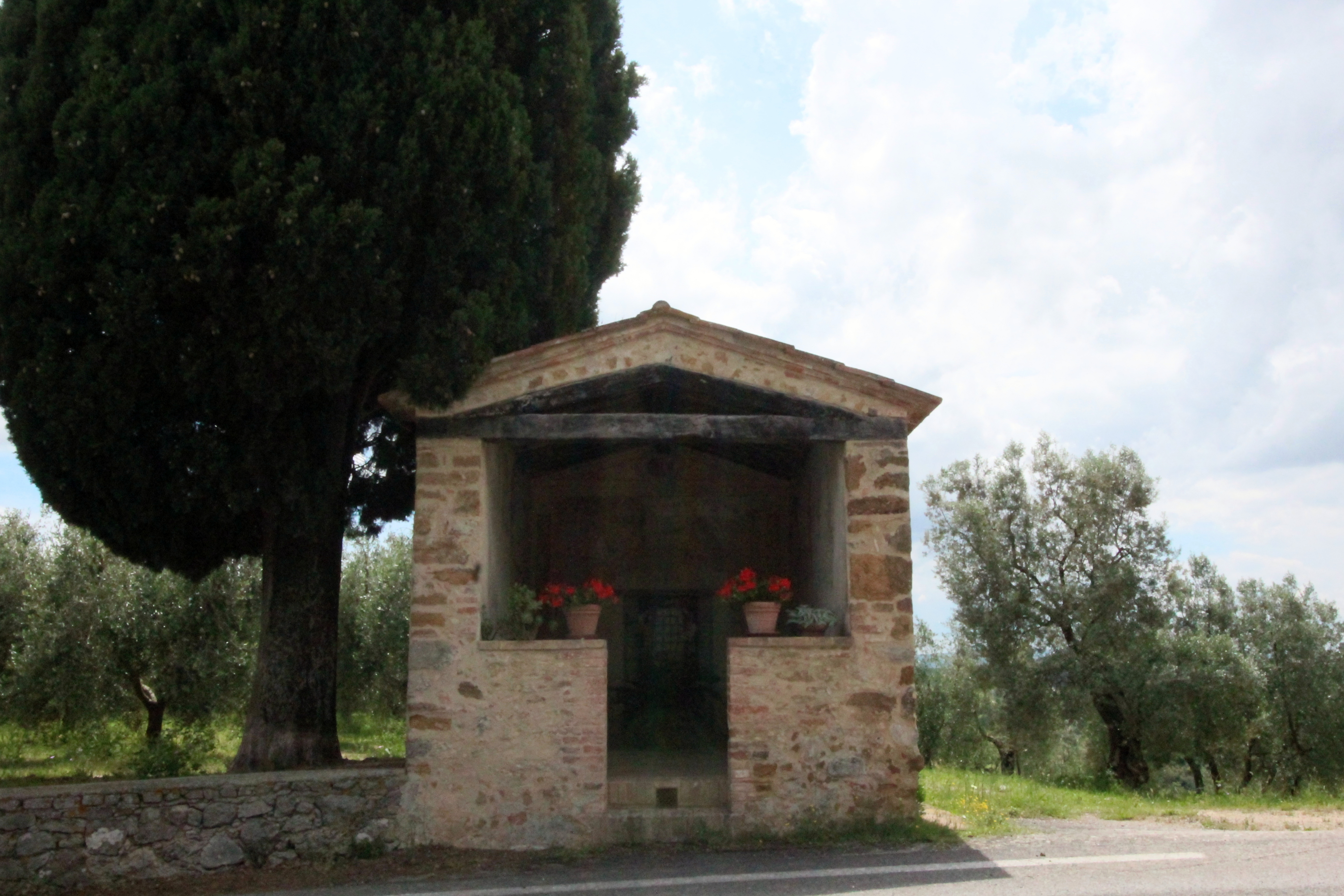
Cappella della Madonna del Parto